# Erika Slezak
Erika Alma Hermina Slezak (* 5. srpen 1946 Hollywood, USA) je americká herečka.

## Počátky
Narodila se známému hollywoodskému herci rakouského původu Walteru Slezakovi a nizozemské zpěvačce Johanně Van Rijnové. Jejím dědečkem byl operní pěvec Leo Slezak, který byl rodákem ze Šumperka a jeho rodina sama pocházela z českých zemí.
Vyrostla a vychována byla v Greenwichi a v 17 letech byla jednou z nejmladších studentek, která studovala na Akademii dramatických umění v Londýně. Poté hrála v divadlech v Milwaukee, Chicagu a Houstonu.

## Kariéra
Známou se stala v USA díky seriálu One Life to Live, ve kterém působí dodnes už od roku 1971 a dodnes natočila tohoto seriálu 418 epizod.
Kromě toho se také objevila v seriálu Lovci netvorů v roce 2001, a také v televizním filmu Příběh jednoho života z roku 1996, který byl natočen na motivy románu Danielle Steel.

## Ocenění
Za svoji roli v seriálu One Life to Live získala šestkrát cenu Emmy v kategorii nejlepší herečka v dramatickém seriálu. Jedenkrát také získala cenu Soap Opera Digest Award za tu samou roli ve stejné kategorii.

## Osobní život
Je provdána od roku 1976 za Briana Daviese, se kterým má syna Michaela a dceru Amandu, která se také objevila v seriálu One Life to Live.

## Filmografie
- 1971 - 2010 One Life to Live (TV seriál)
- 1996 Příběh jednoho života (TV film)
- 2001 Lovci netvorů (TV seriál)